# Исмаил Мунтасир
Исмаил Мунтасир (? — 1005) — последний Саманидский правитель Мавераннахра и восточного Ирана. Младший сын Нуха II

## Биография

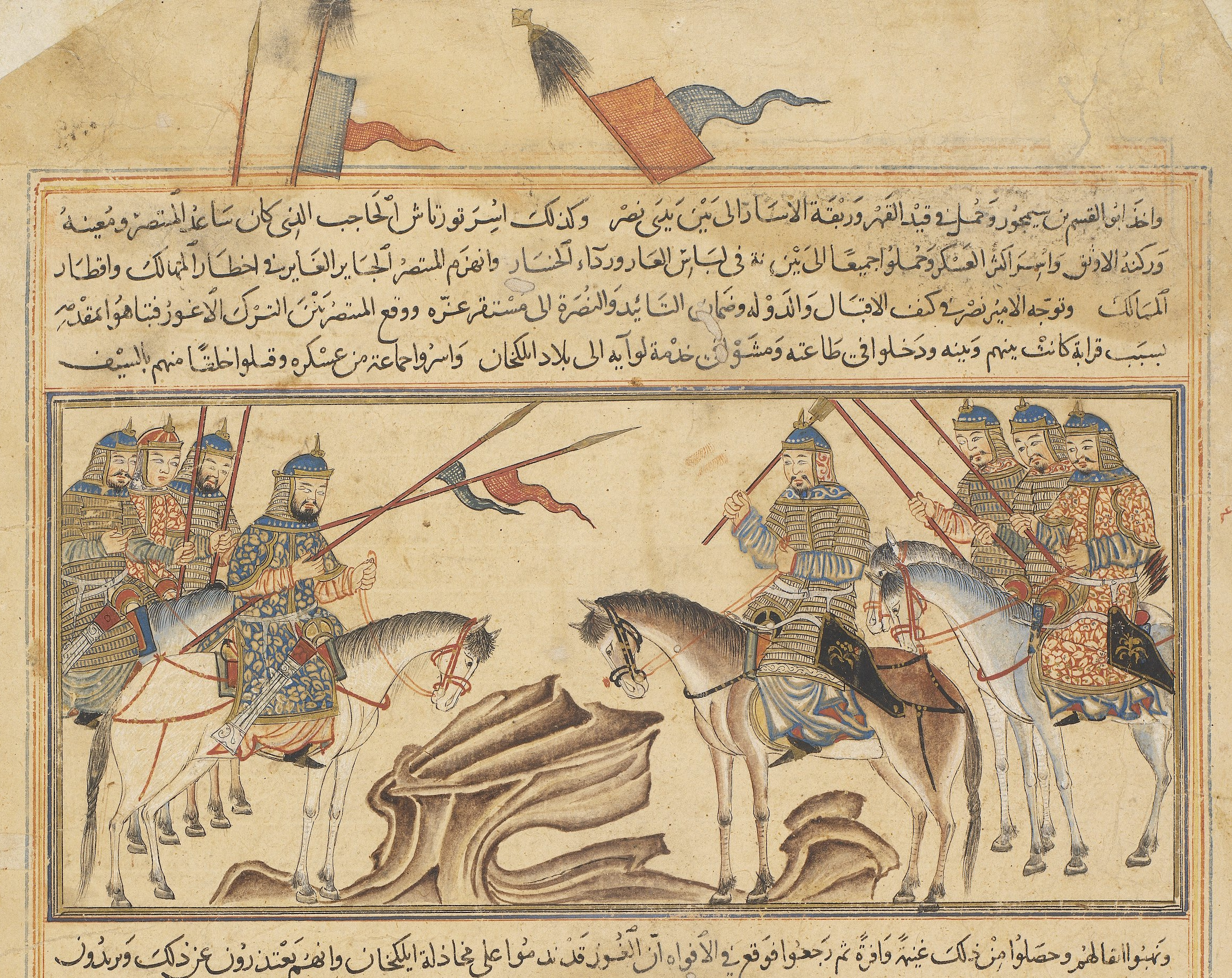
Изображение Исмаила Мунтасира в битве

В первые годы XI в., после захвата Мавераннахра Караханидами упорную борьбу против них вел брат Абд аль-Малика — Абу Ибрахим Исмаил ибн Нух, который в связи с этим стал известен под именем Мунтасира («победителя»). Мунтасир бежал нз Узгенда, где Караханиды держали его в заключении, в Хорезм и, собрав там войско из сторонников государства Саманидов, двинулся к Бухаре, изгнал караханидского наместника и захватил город. Остатки разгромленнего войска Караханидов укрылись в Самарканде. Брат караханидского хана Джафар-тегин, бывший в это время правителем Самарканда, выступил навстречу Мунтасиру во главе соединенных сил Самарканда и Бухары, но потерпел жестокое поражение и попал в плен с большим числом своих военачальников.
В 1003 году Исмаил вернулся в Мавераннахр, где обратился за помощью к тюркам-огузам из долины реки Зерафшан и получил ее. Они разгромили Караханидов в нескольких сражениях, даже когда в них участвовал Караханидский хан Абу-ль-Хасан Наср I. Однако по разным причинам Исмаил почувствовал, что не может рассчитывать на то, что огузы восстановят его государство, поэтому он вернулся в Хорасан.
На первых порах события развертывались чрезвычайно благоприятно для Мунтасира. Он разбил войска Насра-илека и взял в плен 18 караханидских военачальников. Однако вскоре после этого у Мунтасира начались распри с его военачальниками из-за дележа военной добычи. Мунтасир, не имевший опоры среди населения Мавераннахра, боясь, как бы военачальники не сговорились с Караханидами и не изменили ему, решил искать других союзников. Поздней осенью 1003 г. с 700 пешими и конными вои- нами он переправился через Амударью, намереваясь стать лагерем в Абиверде или Нисе, однако встретился здесь с военным отрядом хорезмшаха и был разбит, после чего с остатками своего войска повернул в Мавераннахр.
Но даже и после этого Мунтасир не оставил мысли о восстановлении государства Саманидов. Он быстро собрал новое войско и в четвертый раз двинулся в Мавераннахр. Однако и на этот раз он потерпел поражение вследствие измены своих военачальников. В начале 1005 г. Мунтасир был убит одним из предводителей кочевых племён, но их власть была относительно ослаблена. Мунтасир был единственным представителем династии Саманидов, непрерывно боровшимся за восстановление ее власти в Мавераннахре.